# MC.205戰鬥機
MC.205戰鬥機是MC.202戰鬥機的改良型，把發動機進一步升級換裝使用Bf 109G戰鬥機相同的DB605水冷式發動機，並在機身下下方配置了擴大尺寸（以增加散熱功率）的散熱器，此外兩側主翼武裝也換裝成為德製MG 151機炮(20毫米口徑)，這成為MC.205和MC.202外表上最大的分別
換裝發動機過後的MC.205飛行性能大為精進，例如在速度方面就比MC.202快了50公里/小時，整體飛行性能和Bf 109G旗鼓相當，即使面對強敵英軍的噴火機也可以平分秋色，也由於火力大為增強，以往意大利戰機難以擊落的盟軍四發動機重型轟炸機，MC.205也足以對付，故此 MC.205堪稱是義大利在第二次世界大戰當中性能最為傑出的國產戰鬥機之一。

## 基本資料
- 乘員:1人
- 機長:8.85米
- 翼展:10.58米
- 翼面積:16.82平方米
- 機高:3.49米
- 空重:2,581公斤
- 最重:3,900公斤
- 最快速度:640公里/小時
- 航程:950公里
- 昇限:11,500米

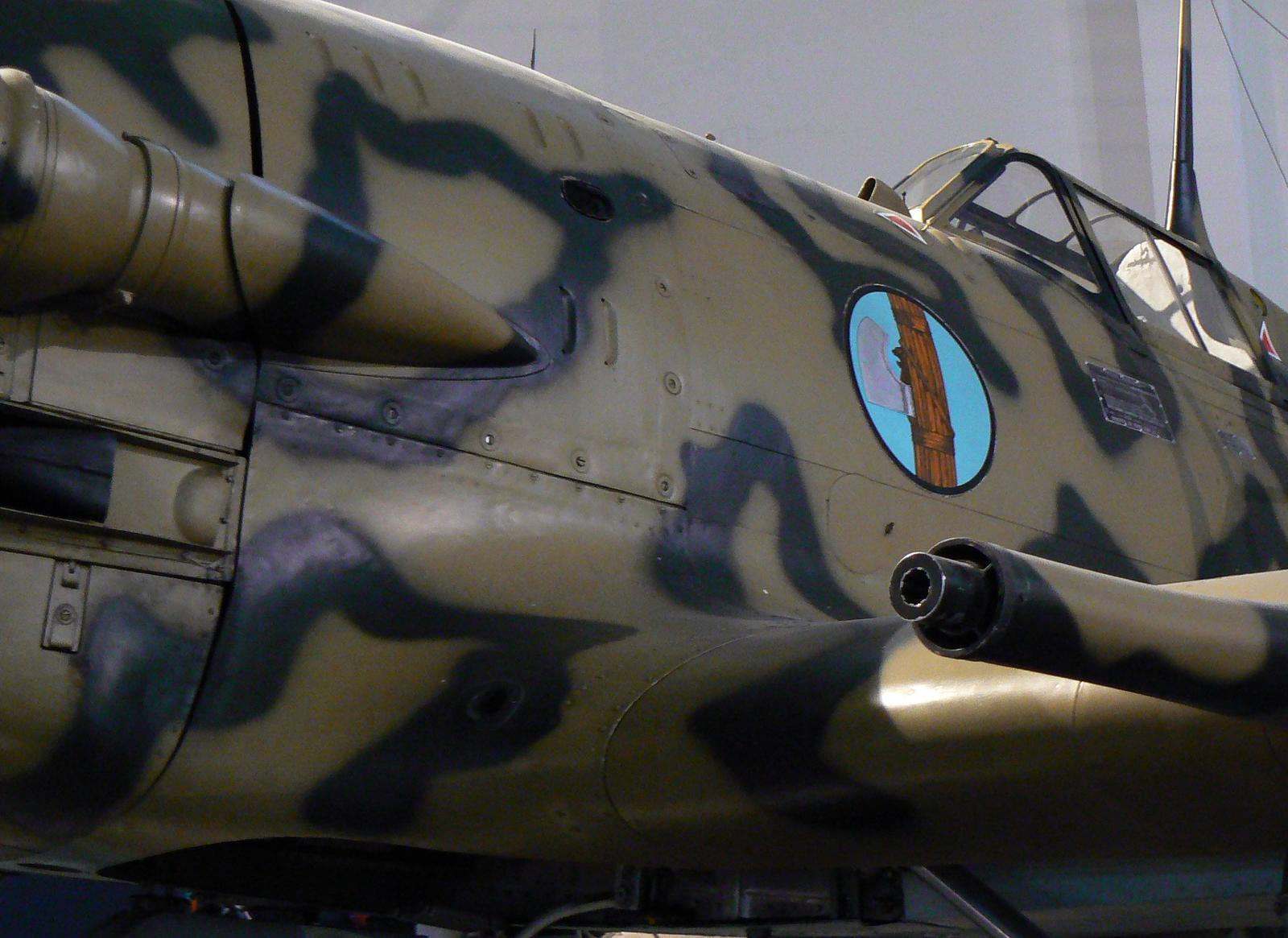
突出於機翼的MG 151機炮是MC.205和MC.202外表最大的分別

- 發動機:DB605水冷式發動機(1,475匹馬力)
- 武裝:機頭2挺12.7毫米口徑SAFAT機槍+機翼2門20毫米口徑MG 151機炮

## 實戰

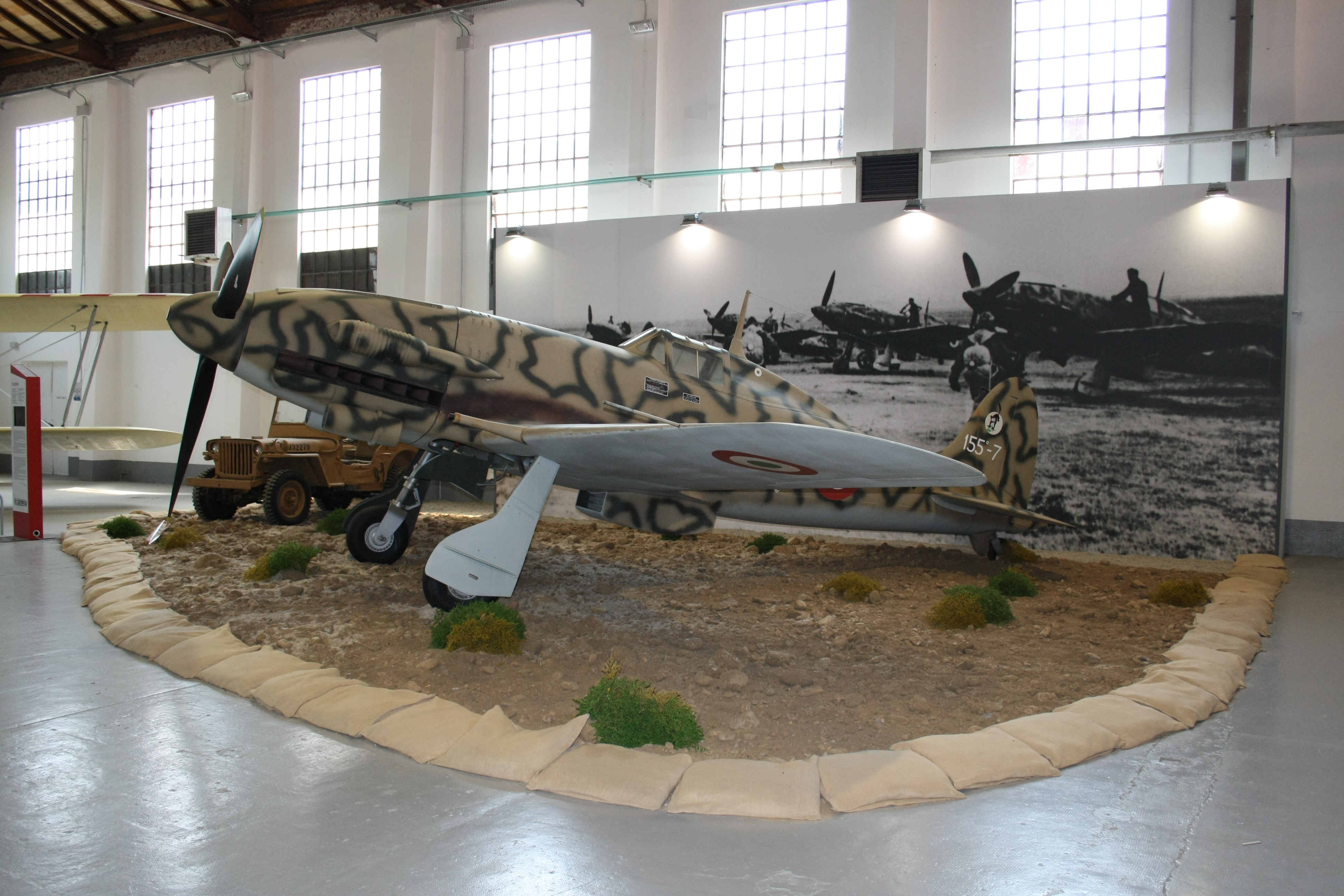
二戰後模仿北非戰場展出的MC.205

MC.205戰鬥機初登場時，首先被指派為北非突尼西亞的軸心軍運輸機隊擔任護航任務，實戰記錄中，曾有過在地中海上空擊落14架英軍的噴火式戰鬥機而義方僅損失兩架的戰績，被認為是能有效抗衡盟軍當時主力戰機的新銳機種。
當盟軍登陸西西里島時島上有10架MC.205，它們和MC.202以及德軍的Bf 109G一起作戰
意大利本土的比薩地區也在1943年4月開始部署MC.205，它們也用於撒丁島的防空作戰，對付盟軍轟炸機，同年8月2日，6架MC.205攻擊由美製P-38和P-40組成的盟軍機隊，MC.205總計擊落6架而自己祇損失1架，當1943年9月8日，意大利向盟軍投降時，墨索里尼在意大利北部組織新政府並繼續和盟軍作戰，他手上的空軍還有29架MC.205以及在馬基航空廠內的112架新造的MC.205，但這批新造的飛機後來被毀於盟軍空襲，而墨索里尼也徹底垮台。MC.205於二戰後還繼續少量生產直至1948年。

## 使用國家
- 義大利
- 納粹德國
- 埃及

## 外部連結
- 意大利“马基”MC.200/202/205战斗机 （页面存档备份，存于）
- 马基 MC.205 战斗机 （页面存档备份，存于）